# Mush (jeu vidéo)
 (mars 2019).
Mush était un jeu flash créé par Motion Twin en 2013. Il s'agit d'un jeu de survie multijoueur s'inscrivant dans la lignée de Hordes. 
Le joueur pouvait incarner l'un des 16 survivants de Sol, fuyant ce monde ravagé par le Mush (un champignon parasite). Mais la tâche n'est pas si aisée, car deux des passagers sont infectés par le champignon… et feront tout pour convertir l'équipage ou détruire le vaisseau. 
Il a remporté le prix de l'originalité 2013 lors de la deuxième édition des European Indie Game Days organisés par le Syndicat national du jeu vidéo. 
Le 2 novembre 2023, à l'instar des autres jeux web de Motion Twin, le jeu est fermé.
A l'occasion de la fermeture, Motion Twin mit en avant l'existence de "plusieurs projets communautaires" cherchant à maintenir en vie bénévolement certains de leurs jeux, citant explicitement le projet Eternaltwin, qui travaille notamment sur un projet de redéveloppement du jeu Mush, nommé eMush

## Synopsis
Dans les années 3100, l'humanité a conquis l'espace. Mais un organisme extraterrestre connu sous le nom de Mush a fait son apparition, contaminant chaque être humain les uns après les autres, même la FDS (Fédération de Sol) finit par être entièrement contaminée ; les "Mushs" ne pensent désormais plus qu'à tout détruire tout en augmentant leur nombre.
La base Xyloph-17 est créée pour tenter d'échapper au Mush. C'est là-bas qu'est conçu le Daedalus, vaisseau dans lequel l'équipe de Jin Su quitte la base en urgence pour continuer ses recherches dans l'espace, loin des Mushs, constituant ainsi le seul espoir de l'humanité. Malheureusement, deux des membres de l'équipage sont en réalité des Mushs infiltrés pour tenter de faire échouer la mission, et le Daedalus est poursuivi par les agents de la FDS…

## Système de jeu
Les 16 occupants du Daedalus sont donc répartis en deux équipes :
D'un côté, les humains dont le but est de neutraliser les Mushs présents à bord, fabriquer le sérum rétro-fongique à même de guérir un humain infecté et de regagner Sol avec le sérum.
De l'autre, les deux Mushs infiltrés à bord dont le but est d'empêcher les humains de réussir. Pour cela, ils peuvent tenter de contaminer d'autres membres de l'équipage, saboter le vaisseau ou assassiner les humains survivants et semer la zizanie dans le camp humain pour le désorganiser voire les inciter à se retourner les uns contre les autres.
De plus, chaque joueur accumule des points de triomphe en accomplissant des actions qui correspondent à son personnage. Un palmarès est établi à la fin de la partie.

Un objectif alternatif recherché par la quasi-totalité des équipages est de faire durer le vaisseau le plus longtemps possible. En effet, les incidents qui viennent émailler la vie du vaisseau sont de plus en plus fréquents et de plus en plus graves.
Le jeu fonctionne avec un système classique de Points d'Action (PA) et de Points de Mouvements (PM). Ces jauges se régénèrent assez lentement (un point de chaque par cycle, soit toutes les trois heures). Il faut donc user de ces points avec parcimonie. Heureusement, certaines actions permettent d'en regagner plus vite, comme le fait de manger ou de dormir. En plus de ces jauges permettant de se déplacer ou de réaliser des actions, le joueur dispose aussi d'une jauge de vie et d'une jauge de moral. Dans les deux cas, si la jauge atteint 0, c'est la mort. On perd des points de vie lorsqu'on est agressé, mais tout aussi bien au cours de petit accidents anodins, comme glisser en prenant sa douche. Ces points de vie peuvent être régénérés par des soins, ou bien reviennent petit à petit tous les jours. Les points de moral, quant à eux, décroissent tout au long de la partie (on part avec un capital de 7 points de moral sur 14 possibles). Pour les conserver et même les faire fructifier, tous les moyens sont bons : discours du commandant, séances de psychanalyse, dégustation de banane ou la fameuse action « Le faire ».
Pour parvenir à leurs fins, les joueurs humains devront aussi garder un œil sur les réserves de dioxygène, de nourriture et de carburant du vaisseau. En effet, il leur faudra organiser régulièrement des expéditions sur des planètes au préalable découvertes afin d'en ramener ces denrées précieuses. Si l'O2 et la nourriture sont indispensables pour la survie (4 jours sans manger et la famine touche le personnage), le fioul permet justement de pratiquer ces fameuses expéditions.
Outre ces tâches vitales, les membres d'équipage pourront investir leurs PA dans la chasse aux vaisseaux Hunters qui détruisent la coque du Daedalus, dans des projets permettant d'améliorer la vie à bord ou encore dans des recherches permettant de faire la vie dure au Mush.
Chaque joueur incarne un personnage unique parmi 16 jouables. Chaque personnage est alors orienté pour remplir un rôle particulier, il dispose pour cela de compétences spécifiques. Chaque personnage a, de plus, une histoire bien à lui. Ce background peut influencer les actions du joueur ce qui permet d'instaurer un jeu de rôle en plus de favoriser la coopération,,.

### Épisodes
Mush est décomposé en épisodes introduits tous les 6 mois par les développeurs du jeu. Depuis l'épisode 7, le jeu n'est plus maintenu par les développeurs. Les nouveautés sont donc apportées par les modérateurs du jeu, qui ne peuvent modifier que la composition de l'équipe et la probabilité ou non pour les humains de commencer la partie avec un malus. On compte actuellement 12 épisodes (le prologue n'en étant pas un), du plus ancien à l'épisode actuel.
Prologue : La propagation a commencé. L'Humanité tente de s'échapper dans un sursaut d'orgueil !
1. Embarquement ! : Tous à bord pour la croisière spatiale, la plus folle depuis le Tita...Pacific Princess ! Les collants sont en option.
2. Cristallites aiguës : L'espoir renaît. Magellan était un monde habité... hélas rien ou presque ne subsiste. Une civilisation perdue a laissé des indices. Où vous mèneront-ils ?
3. Sus au parasite ! : Le Daedalus part en morceaux, Eden n'est qu'un rêve lointain et certains membres d'équipage deviennent fous à cause de l'exiguïté. Il est temps de s'occuper de leur cas !
4. Nouvelle génération : Dans un autre univers, le long d'une autre corde, aux confins d'une autre réalité. Nos héros fuient Sol. Arrivés sur Magellan, ils tentent de s'installer en vain. Déçus par les explorations infructueuses et les mondes hostiles, ils organisent la survie et cherchent des alliés dans l'espace infini.
5. Retour gluant : Magellan était une catastrophe, tout le monde est épuisé, la folie a gagné les cœurs et le Mush rôde toujours dormant. Redémarrer le Daedalus ne fut pas une mince affaire. Certains espoirs sont morts, d'autres renaissent.
6. Sommeil fongique : Alors que tout est calme dans le Daedalus, Néron veille sur votre sommeil... Mais il n'est pas seul. Le Mush vous a laissé une petite surprise également. Réveillez-vous fiers humains luttant pour la survie de l'humanité ! Réveillez-vous et luttez !
7. Douloureuse déconvenue : Tant de préparation et de certitude que tout allait bien se passer... Comme si le Mush allait vous en laisser l'occasion ! Vous avez fait du mieux que vous pouvez pour tout préparer, hélas il a fallu partir alors que tout n'était pas achevé. Quoi qu'il en soit, vous êtes partis, et désormais la suite ne dépend plus que de vous. Équipage du Daedalus, soyez digne de la confiance qu'on a mis en vous ! La survie de l'Humanité tout entière repose sur vous...
8. Destination inconnue : Drôle de surprise au réveil... Au lieu de la destination prévue, loin des Mush et de la Fédération, vous voilà en orbite d'une planète inconnue, rattrapés par les hunters de la FDS et infiltrés par les agents ennemis. Qu'allez-vous découvrir au cours de vos explorations ? Qui va triompher de la lutte ?
9. Retour aux sources : Le combat contre le Mush est toujours là... mais aujourd'hui quelque chose vous rappelle le bon vieux temps... la nostalgie d'aventures oubliées...
10. Espoir condamné : Le grand sablier du temps se retourne une nouvelle fois. Un retour en arrière ? Ou un bond en avant ?
11. Spores de combat : Alerte ! Analyse probante de nez cassés, épaules froissées et autres blessures. Délais de survie recalculés. [Haax !] Détection de spores sur les membres de l'équipage ! [.Error] Conseil automatique : « Fuyez tous ! »
12. Passe-spore pour l'infini : [HaaAx!] Baie Icarus ouverte. Éléments 17 et 18 émancipés. [HinHinHin] Tout compte fait, je préfère les deux anciens : ils ont une tendance remarquable à la propreté et à l'efficacité. Comparé à vous.

## Personnages

### Protagonistes jouables
Le Daedalus compte à son bord 16 membres d'équipage, aux personnalités bien tranchées, et possédant chacun leur propre histoire.
Kim Jin Su est le commandant du Daedalus. Il a commencé très jeune des missions autour de l'étoile de Barnard et est rapidement promu commandant, ce qui lui donne accès à des missions importantes et accroît considérablement sa notoriété dans la galaxie. C'est grâce à cette célébrité qu'il est choisi par la Fédération pour diriger le projet Magellan.
Frieda Bergmann est la doyenne de l'équipage, puisqu'elle est née au XXIe siècle. Cryogénisée, elle a plus de 45 ans d'expérience en matière d'astrophysique et est reconnue pour ses nombreux travaux, qui lui vaudront d'être embauchée sur le Daedalus.
Lai Kuan-Ti est l'un des deux concepteurs du Daedalus. Il n'apprend que tardivement le stade avancé de propagation du Mush et décide donc, en concertation avec Jin Su et Raluca Tomescu, d'avancer de huit ans le projet Magellan.
Janice Kent est la psychologue et informaticienne du bord. Elle est la conceptrice du protocole A-True et l'analyste de Néron, l'intelligence artificielle du bord.
Roland Zuccali est l'un des pilotes du Daedalus. Élève excellent ayant fait une remarquable ascension au sein de l'académie des pilotes d'élite, son côté « comique » lui vaudra son renvoi. Enchainant les petits boulots, il finira par s'échouer, un peu par hasard, sur Xyloph-17, où il s'embarquera à bord du Daedalus.
Jiang Hua est la leader des pilotes du Daedalus. Passionnée par les corps célestes et leur biodiversité, elle était à bord du premier vaisseau ayant rencontré une forme de vie extra-terrestre. Les atterrissages sur tous types de sols n'ont aucun secret pour elle. Son prénom, 花, signifie "Fleur" en chinois.
Paola Rinaldo est la fille de Gioele Rinaldo, qui finança le projet Magellan. C'est d'ailleurs son père qui lui trouva une place à bord du Daedalus lorsque Sol, où elle a laissé l'amour de sa vie, fut envahi. Elle occupe à bord la fonction d'opératrice radio.
Wang Chao est le militaire du bord, chargé d'assurer la protection de l'équipage. Malgré son caractère chaotique, il a acquis la confiance de l'équipage en organisant le convoi de départ du Daedalus et en le protégeant contre ses ex-collègues de la Fédération. Son nom est tiré d'un réalisateur. En chinois, son nom s'écrit 王超 et signifie littéralement "Roi dépasser". Le roi qui dépasse, en somme.
Finola Keegan est la biologiste du Daedalus. Elle fut enlevée par Kuan Ti et embarquée sur le Daedalus contre sa volonté, alors qu'elle travaillait sur Sol à l'élaboration d'un vaccin contre le virus Mush, dont elle reprend la création à bord du vaisseau.
Stephen Seagull est le cuistot du bord. Il eut un parcours chaotique : il fut entre autres groom dans un train interplanétaire, esclave dans une mine au Mexique, mercenaire spatial, militaire cuisinier de la FDS avant de se faire condamner à mort par celle-ci. C'est en fuyant la FDS qu'il fut embarqué par erreur à bord du Daedalus.
Ian Soulton est le botaniste du vaisseau. Il participa aux premières recherches sur le Mush, et contribua au recensement de nombreuses espèces extra-terrestres. Il nourrit une passion infinie pour les différentes espèces de fruits.
Zhong Chun est la seule humaine connue ayant survécu à une contamination du Mush tout en restant humaine. Seule espoir de l'humanité, elle est conduite sur Xyloph-17 pour aider l'équipe dans ses recherches contre le Mush. En outre, Chun s'écrit 春 en chinois et signifie "printemps".
Raluca Tomescu est l'inventeuse du réacteur Pilgred équipé sur le Daedalus. Elle est aussi, avec Kuan-Ti, la conceptrice de la quasi-totalité des modules présents sur le vaisseau. Autiste, génie de la physique dès l'âge de 11 ans, elle ne supporte que son chat, Schrödinger.
Gioele Rinaldo, milliardaire terrien passionné d'exploration spatiale, est l'armateur du Daedalus. Sous la menace Mush, pris de panique, il obtient in-extremis un poste de navigateur sur le vaisseau et parvient même à y faire admettre sa fille.
Eleesha Williams est une journaliste émérite ayant réussi à prouver l'infection au Mush de nombreux dirigeants de la Fédération. Elle parvient à obtenir des concepteurs de Daedalus une couverture de mécano et embarque avec eux, loin du Mush.
Terrence Archer est le technicien et roboticien du Daedalus. Cloué sur un fauteuil roulant à cause d'une blessure de guerre, aigri, il a rejoint le Daedalus pour déployer ses drones. Deux nouveaux personnages ont fait récemment leur apparition lors de l'épisode "Nouvelle génération" :
Andie Graham est le sous-lieutenant, il/elle a coupé ses liens avec la FDS. Il/Elle pense toujours être en mission pour le bien de la fédération. Apprenant que son idole, le sergent Derek Hogan, fait partie de l'équipage du Daedalus, il/elle s'est embarqué(e) aveuglément dans la lutte contre la FDS.
Derek Hogan est assigné à la sécurité du Daedalus. Robuste et sûr de lui, il sera un atout conséquent pour la réussite de cette mission extrême. Son passé est une succession d’événements plus incroyables les uns que les autres. Depuis l'épisode dans lequel ils ont fait leur apparition, Andie et Derek remplacent Finola et Chao une saison sur deux.

### Entités non-jouables
- Les Hunters sont des vaisseaux de la FDS qui ont pour but de détruire le Daedalus. Ils sont alliés au Mush et sont les ennemis des humains.
- Les vaisseaux marchands permettent aux équipiers de faire des échanges.
- Les bases rebelles peuvent être contactées par le responsable des communications et apportent des bonus à l'équipage.
- NERON est l'ordinateur de bord du vaisseau. Il est cynique et ne cesse de montrer sa supériorité. Il fait les annonces importantes du vaisseau : 
  - Quand tous les personnages sont décryogénisés, il annonce qu'il y a deux champignons infiltrés : c'est le début réel de la partie
  - Les morts
  - L'arrivée de hunters ou de vaisseaux marchands
  - Les incendies
  - Certains accidents
  - Les déplacements du vaisseau

## Critiques
Jeuxvideo.com : "Mush repose sur des mécanismes robustes, auxquels on ne peut que reprocher un léger déséquilibre entre personnages. Pour le reste, tout dépend du facteur humain. Avec un bon groupe, le jeu procure une expérience jouissive où la suspicion, les mensonges et la paranoïa règnent en maîtres. Dans ces conditions, la survie du Daedalus – donc de l'humanité – est une prouesse, mais son accomplissement n'en est que plus gratifiant !" (Note globale : 15/20)
Canard PC : "Mush est l’enfant contre nature qu’aurait pu avoir un Cylon s’il s’était tapé un des loups-garous de Thiercelieux."
GameBlog.fr : "Mush reprend le jeu de société connu et l’adapte intelligemment au support en ligne. Les parties sont très sociales, autant du point de vue coopération que dans la fourberie, et l’humour fait passer le tout comme une lettre à la poste. Jamais un F2P ne m’a donné autant envie de mettre des sous dans la fente pour une partie de plus."
L'une des critiques les plus couramment adressé à Mush est sa complexité pour le joueur néophyte, d'autant plus qu'il y a assez peu d'explications ou de tutoriels.